# 金岡祐一
金岡 祐一（かなおか ゆういち、1928年（昭和3年）2月25日 -2021年（令和3年）5月24日 ）は、日本の薬学者、実業家。学校法人富山国際学園理事長。北海道大学名誉教授。テイカ製薬代表取締役会長。

## 来歴・人物
3代目金岡又左衛門（元富山相互銀行社長）の長男として、富山県上新川郡新庄町（現・富山市）で生まれる。
旧制富山高等学校から東京大学薬学科に進学する。富山高校時代の同級生には、中沖豊元富山県知事らがいた。また、薬学科3年次から大学院時代は、姉と結婚していた金岡幸二宅に同居し世話を受けた。
文部省が国立大学薬学科を増設する方針に踏み切ったため、父の反対を押切り、恩師の推薦を得て、未知の大地であった北海道に渡り、新設となった北海道大学医学部薬学科に赴任する。
同大学は旧帝国大学であるため、それなりの環境下にあるものとして赴任するも、その研究環境はソフト、ハードとも惨憺たるもので、悪戦苦闘する日々が続いた。
1959年3月、薬学博士（東京大学）、学位論文の名は「ロビンソン脱水素反応による含窒素縮合環化合物の合成」。
そのような中、1959年（昭和34年）から1961年（昭和36年）にかけては、アメリカ国立健康研究所において留学生活を送り、帰国後は、共同研究により生体内の重要基である「チオール」や、神経伝達機構の解明などに取り組んだ。
その後、薬学部長等を歴任し帰郷。父が創設した富山女子短期大学教授に就任。
1993年（平成5年）、義兄・金岡幸二の急死に伴い、それまで家長として幸二が担っていた第一薬品、テイカ製薬、富山国際学園の経営に携わることとなった。
現在は、第一薬品のテイカ製薬との合併、富山国際大学の学部再編等に取り組んでいる。
実弟に富山第一銀行代表取締役会長を務める金岡純二がいる。
2021年（令和3年）5月24日死去。93歳没。死没日をもって正四位に叙される。

## 略歴
- 旧制富山高等学校卒業
- 1950年（昭和25年） - 東京大学医学部薬学科卒業
- 1954年（昭和29年） - 東京大学大学院修了、同大助手
- 1956年（昭和31年） - 北海道大学医学部薬学科講師
- 1957年（昭和32年） - 同大同学部助教授
- 1966年（昭和41年） - 同大薬学部教授
- 1987年（昭和62年） - 同大薬学部長
- 1990年（平成2年） - 北海道大学触媒化学研究センター（現・北海道大学触媒科学研究所）長
- 1991年（平成3年） - 北海道大学定年退官、富山女子短期大学（現・富山短期大学）教授
- 1993年（平成5年） - 富山女子短期大学学長兼富山国際学園理事長
- 2001年（平成13年） - 富山国際大学学長、第一薬品社長、テイカ製薬会長
- 2009年（平成21年） - テイカ製薬代表取締役会長

## 栄典
- 日本薬学会賞（1980年（昭和55年））
- 千年紀薬学者賞（2000年（平成12年））
- 瑞宝中綬章（2016年（平成28年））[4][5]

## 著書
- 『生殖医療と生命倫理 - 不妊の悩み、科学者たちの提言』（共著）日本学術研究財団（1999年）
- 『メディシナルケミストリー』（共著）講談社（1998年）